# Schizothorax nasus
Schizothorax nasus és una espècie de peix cipriniforme de la família dels ciprínids.

## Morfologia
Els mascles poden assolir els 30 cm de longitud total.

## Distribució geogràfica
Es troba a l'oest de la Xina, l'Índia i el Pakistan, incloent-hi el riu Indus.